# Stanisław Kopera
Stanisław Kopera (ur. 2 listopada 1927 w Dzielnej) – polski robotnik i polityk, poseł na Sejm PRL VIII kadencji. 

## Życiorys
Uzyskał wykształcenie podstawowe. Pracował jako mistrz w Kombinacie Nakryć Stołowych „Gerlach” w Drzewicy. Zasiadał w egzekutywie Komitetu Zakładowego Polskiej Zjednoczonej Partii Robotniczej, z ramienia której w latach 1980–1985 pełnił mandat posła na Sejm PRL VIII kadencji w okręgu Radom. Zasiadał w Komisji Administracji, Gospodarki Terenowej i Ochrony Środowiska, Komisji Pracy i Spraw Socjalnych oraz w Komisji Administracji, Gospodarki Przestrzennej i Ochrony Środowiska.